# Плигина-Камионская, Наталья Александровна
Ната́лия Алекса́ндровна Пли́гина-Камио́нская (27 июля 1933, Москва — 8 сентября 2017, Москва) — архитектор, художник, коллекционер. Дочь художника «Мира искусства» и «Бубнового валета» Александра Павловича Плигина (1880—1943) и переводчицы художественной литературы Наталии Оскаровны Камионской (1901—1997). Троюродная внучка певца Оскара Исаевича Камионского (1869—1917).

## Биография
Родилась 27 июля 1933 года в Москве.
В 1960 году окончила Московский архитектурный институт. После окончания института какое-то время работала в Управлении по проектированию Дворца Советов, в должности архитектора.
С 1968 года — художник московского комбината Декоративно-оформительского искусства.
До начала 1990-х годов работала создателем проектов интерьеров различных учреждений, плакатов, живописных оформлений интерьеров.

### Деятельность
- Совместно со своим мужем Юрием Александровичем Рыбчинским участвовала в создании московского Музея Фотографических Коллекций (МФК), первого частного фотографического музея в Москве.
- Занималась оформлением выставок музея (проект Фотоэстафета фонда Юрия Рыбчинского и Эдуарда Гладкова «От Родченко до наших дней. История советской и современной российской фотографии»).
- Выставки в галерее «А3» на Арбате и в центре «Дом» возле метро Новокузнецкая, при участии Галереи Тондо: «Поэзия и фотография», «Музыка и фотография», «Кич и искусство фотографии».
- После передачи коллекции МФК музею «Московский Дом фотографии» продолжала работы в организации выставок и подготовки издания альбома «Фотоэстафета. От Родченко до наших дней» автор первой обложки альбома совместно с В. Устиновым.

### Московский Мультимедиа Арт-музей и работы
- В качестве независимого художника создала инсталляцию из 19 работ «Между Трубной и Сретенкой» (1980-е – 2015 г.г.), а также артефакт «Ностальгический гардероб» 2001. (хранятся в МАММ).
- В Московском Мультимедиа Арт-музее создан фонд подаренных работ Ю. А. Рыбчинским и Н. А. Плигиной-Камионской. Среди них произведений художников Ивана Чуйкова, Игоря Макаревича, Анатолия Зверева, Владимира Яковлева, Леонида Сокова, Александра Юликова, Наталии Толстой, Ладо Гудиашвили, Романа Пятковки и др.

Наталией Александровной Плигиной-Камионской переданы в дар Ярославскому художественному музею работы её отца, Александра Павловича Плигина, 13 живописных работ и 3 графических листа, а также произведения искусств из домашней коллекций: старинная мебель, образцы прикладного искусства, иконы, редкие книги. Ю. Рыбчинским и Н. Плигиной-Камионской подарены также иконы в московский храм Свт. Николая в Клённиках и в петрозаводский Музей изобразительных искусств Республики Карелия.

## О Наталие Плигиной-Камионской
Слово о Наташе, сказанное на поминках 10.09.2017г:
Дорогие друзья, за этим столом собрались люди, знавшие Наташу с разных сторон, и их слова, идущие от самого сердца, из глубины души, так ощутимо воссоздают её естество, что мне кажется, она сидит сейчас среди нас, со своей лёгкой, стеснительной улыбкой.
Мне также хочется добавить несколько слов в этот дорогой для нас образ.
Прежде всего Наташа для меня была Иконой Стиля, стиля, который возник в 60-е годы и принёс для всех, а я думаю, можно сказать, что мы –
люди одного поколения, какой-то свет, и все это достаточно ясно осознаём. Этот стиль появился у нас вместе с фильмом «Шербурские зонтики», с песнями и внешностью Мирей Матьё, я думаю, что вы понимаете, о чём я говорю, поскольку помимо фильмов и песен нам было необходимо
нечто большее, и само появление среди нас Наташи создавало некий фон перемен и надежд.
Она потрясающе действовала на мужчин. Я могу привести только один эпизод, очень характерный. Она встретила на Сретенском бульваре своего сверстника и однокурсника по Архитектурному институту, который уже давно сделался известным поэтом. Я говорю об Андрее Вознесенском.
Он тут же вынул из кармана очередной сборник своих стихотворений и вручил Наташе с экспромтом:
«Наташе Нежно», причём два этих слова были озаглавлены одной большой буквой «Н».
Но для самой Наташи существовал только Юра, они дополняли друг друга, в проявлении доброты и отзывчивости и к людям, и к животным,
и вообще ко всему одушевлённому миру. Я помню, в Крыму, вечером, на морском побережье, я застал их спасающих мириады крохотных букашек, опустившихся на воду. Они проводили по поверхности моря какой-то тканью и выносили на берег спасённых насекомых. Возвышенная душа,
она пронесла свою жизнь незапятнанной среди суеты и грязи окружавшего её мира.

Пусть земля будет ей пухом!Игорь Макаревич

Из сказанного Наталией:
Лучше быть обиженным, чем обидевшим

## Фото

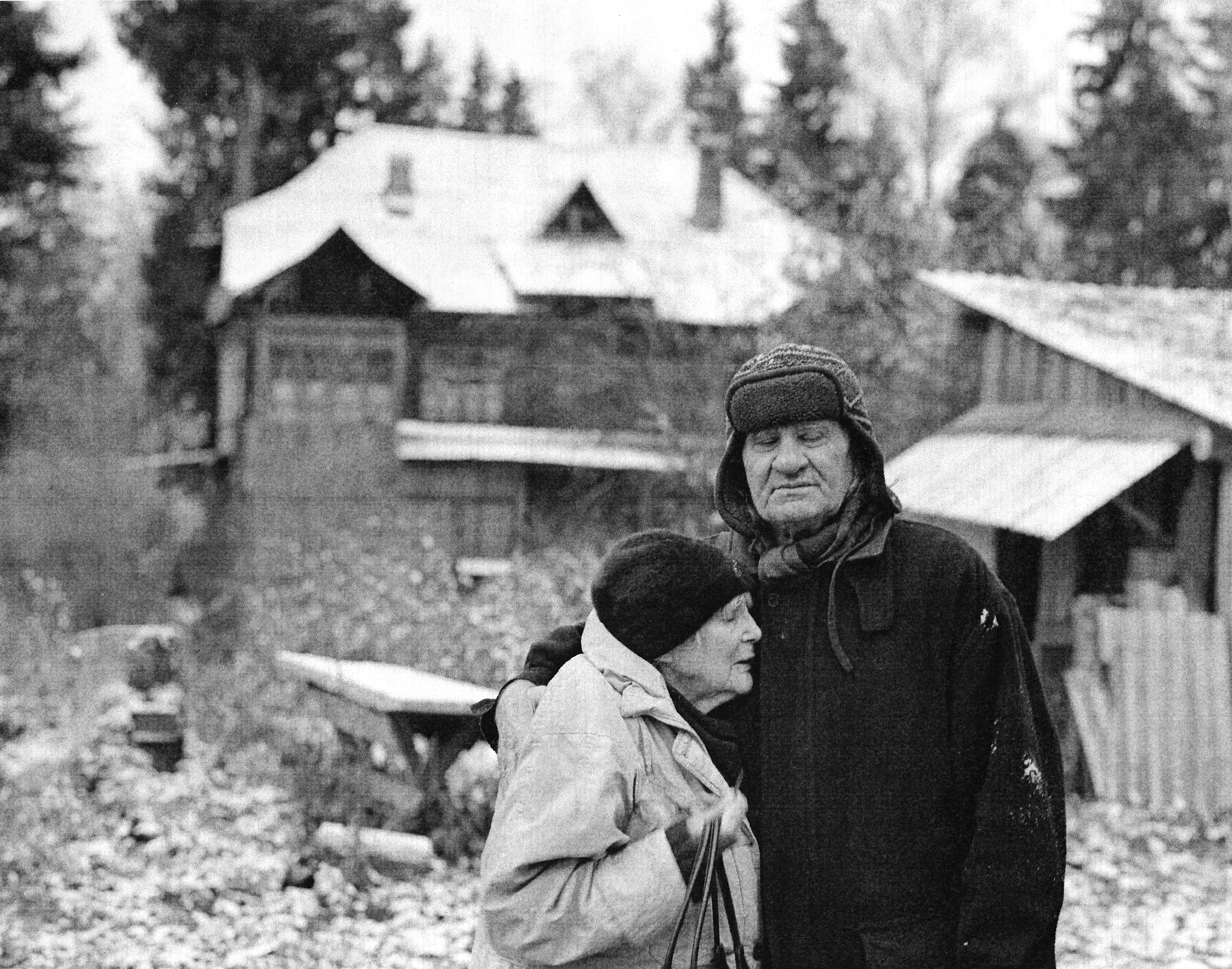
Наташа и Юра на даче «Плановый работник». Фото: Александр Сорин.
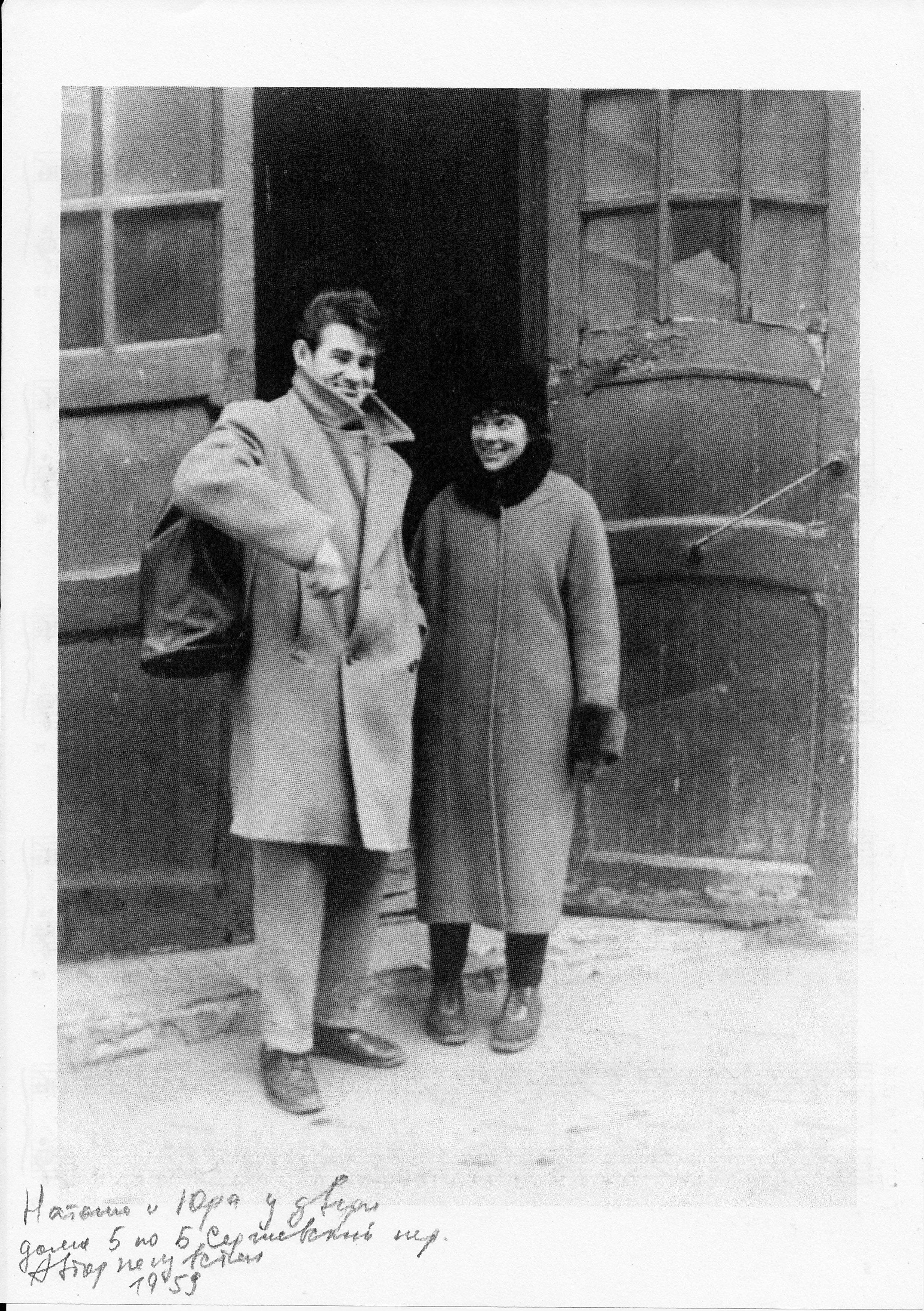
Наташа и Юра у двери дома 5 по Б.Сергиевскому переулку. Автор не установлен, 1959 г.
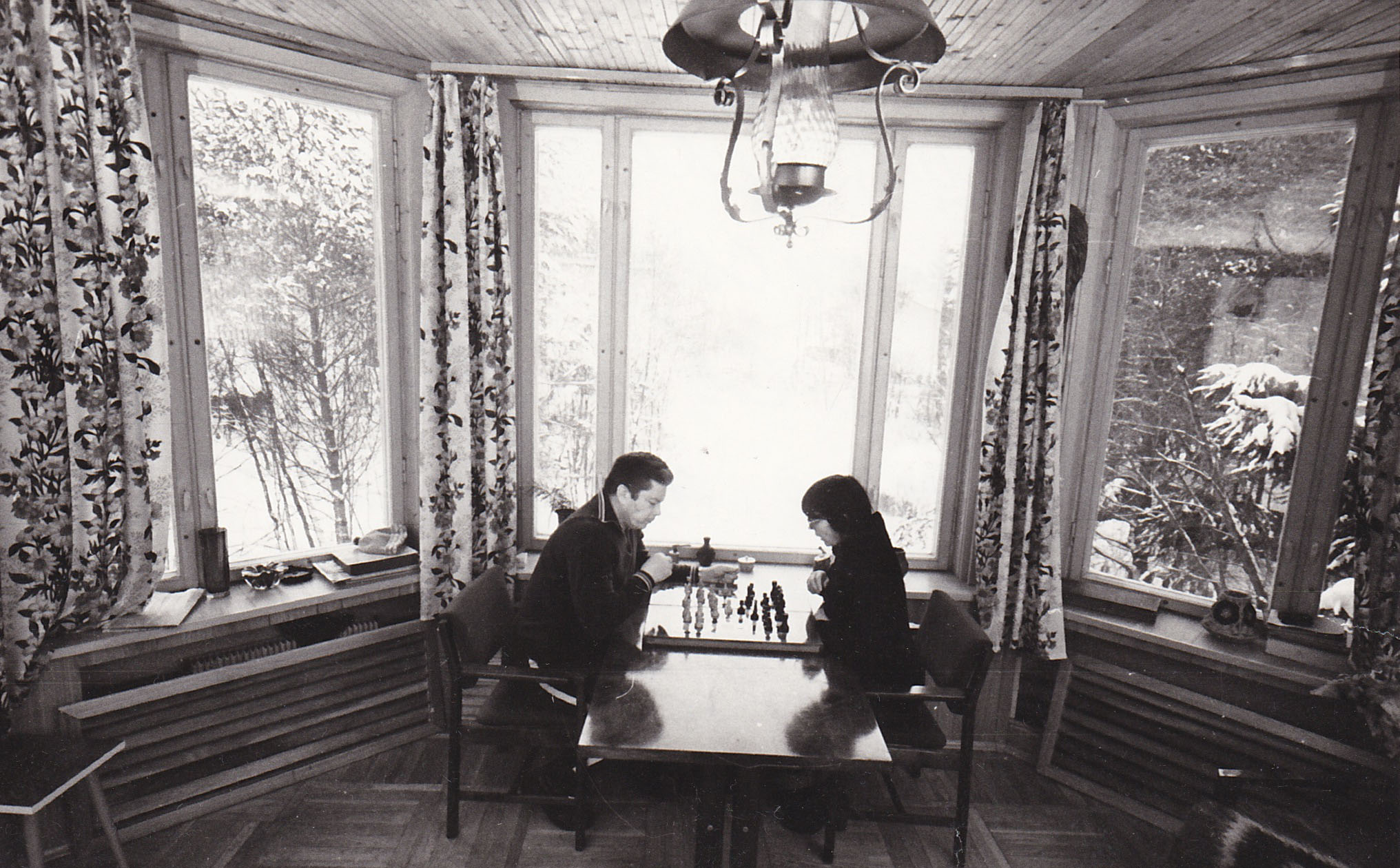
Наташа Плигина-Камионская и профессор Святослав Федоров у него на даче играют в шахматы. Фото Юрия Рыбчинского, конец 1970-х.
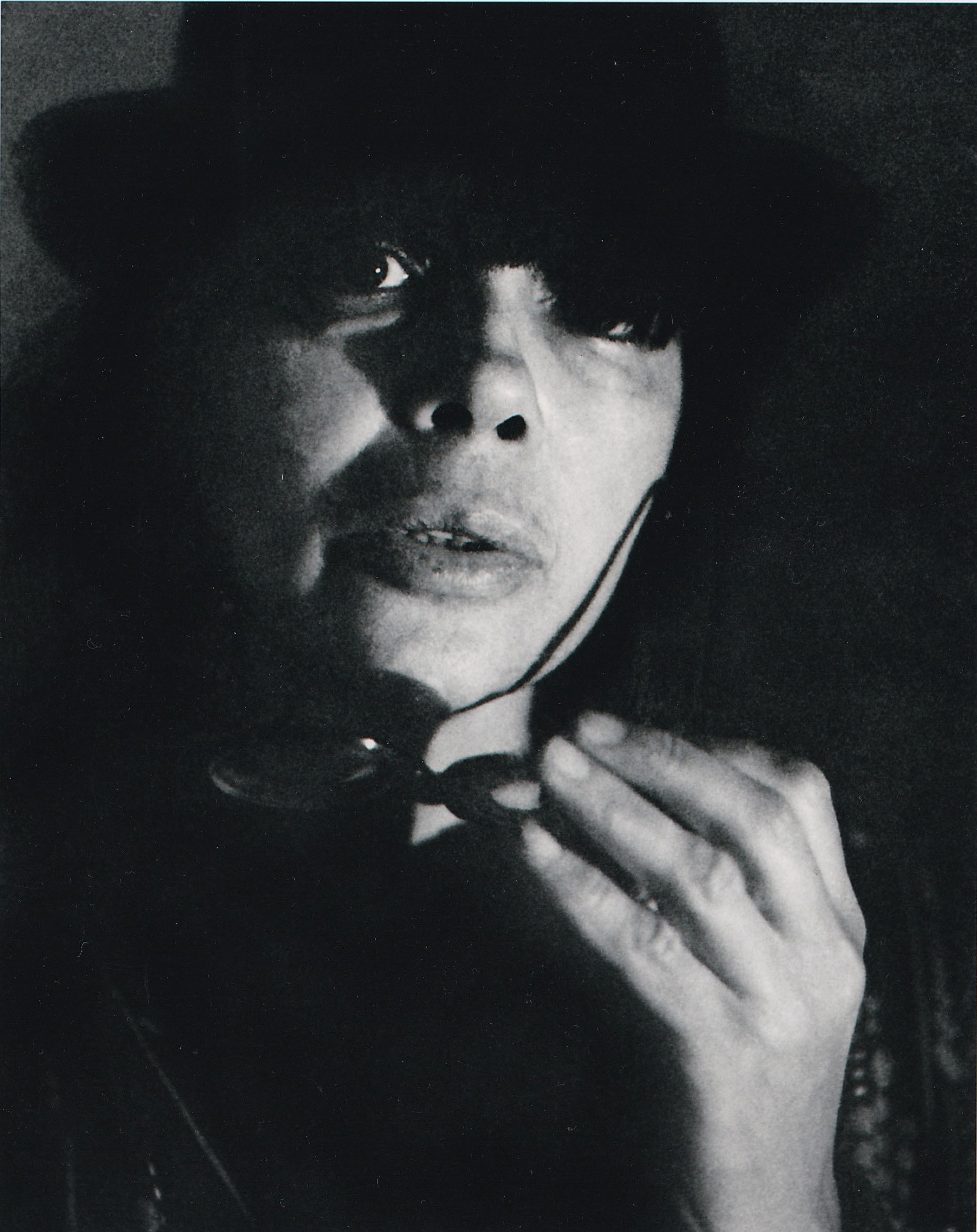
Наташа. Жена. Фото: Ю.Рыбчинский 1980г.
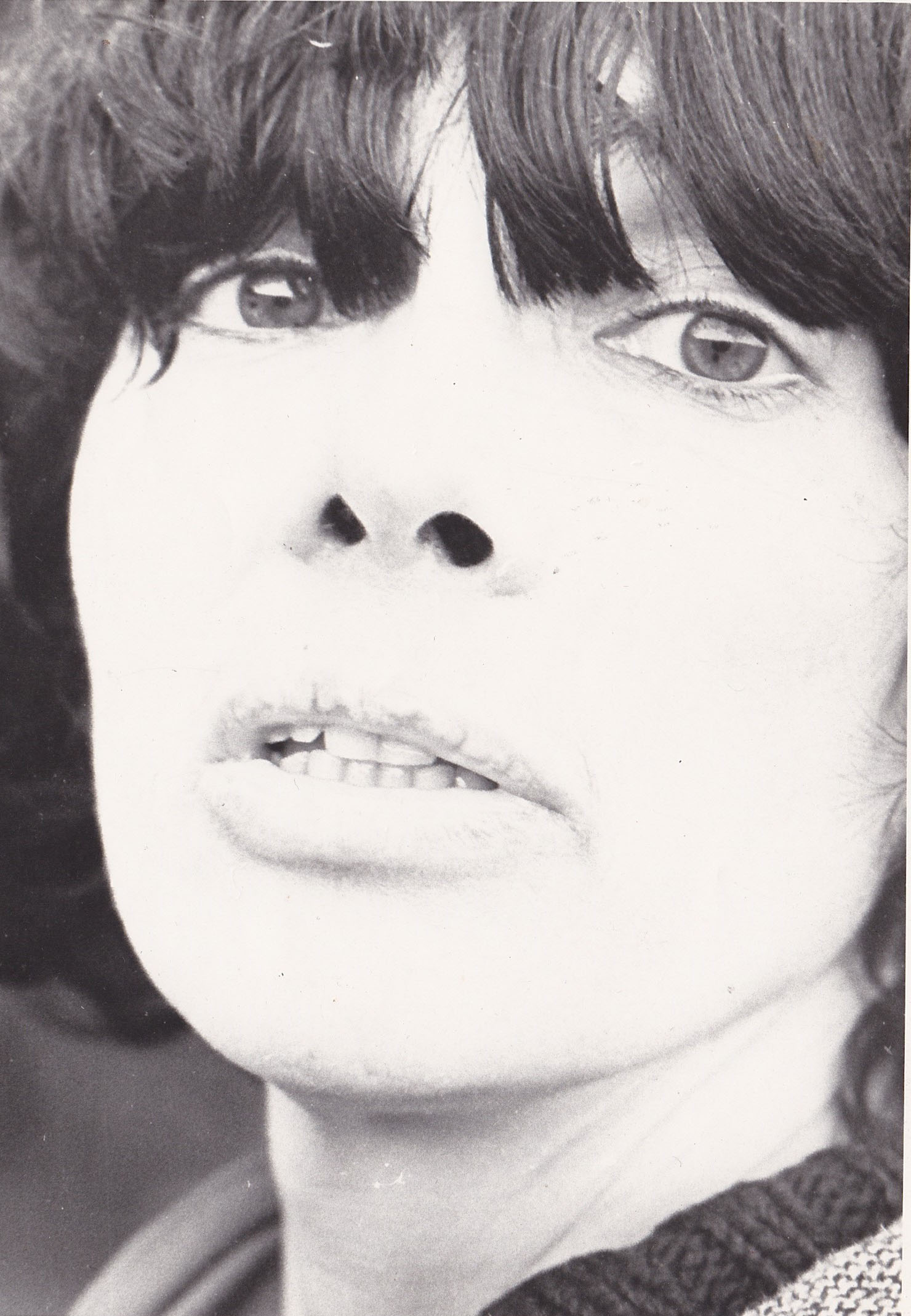
Наталия Плигина-Камионская. Фото: Ю.Рыбчинский 1978г
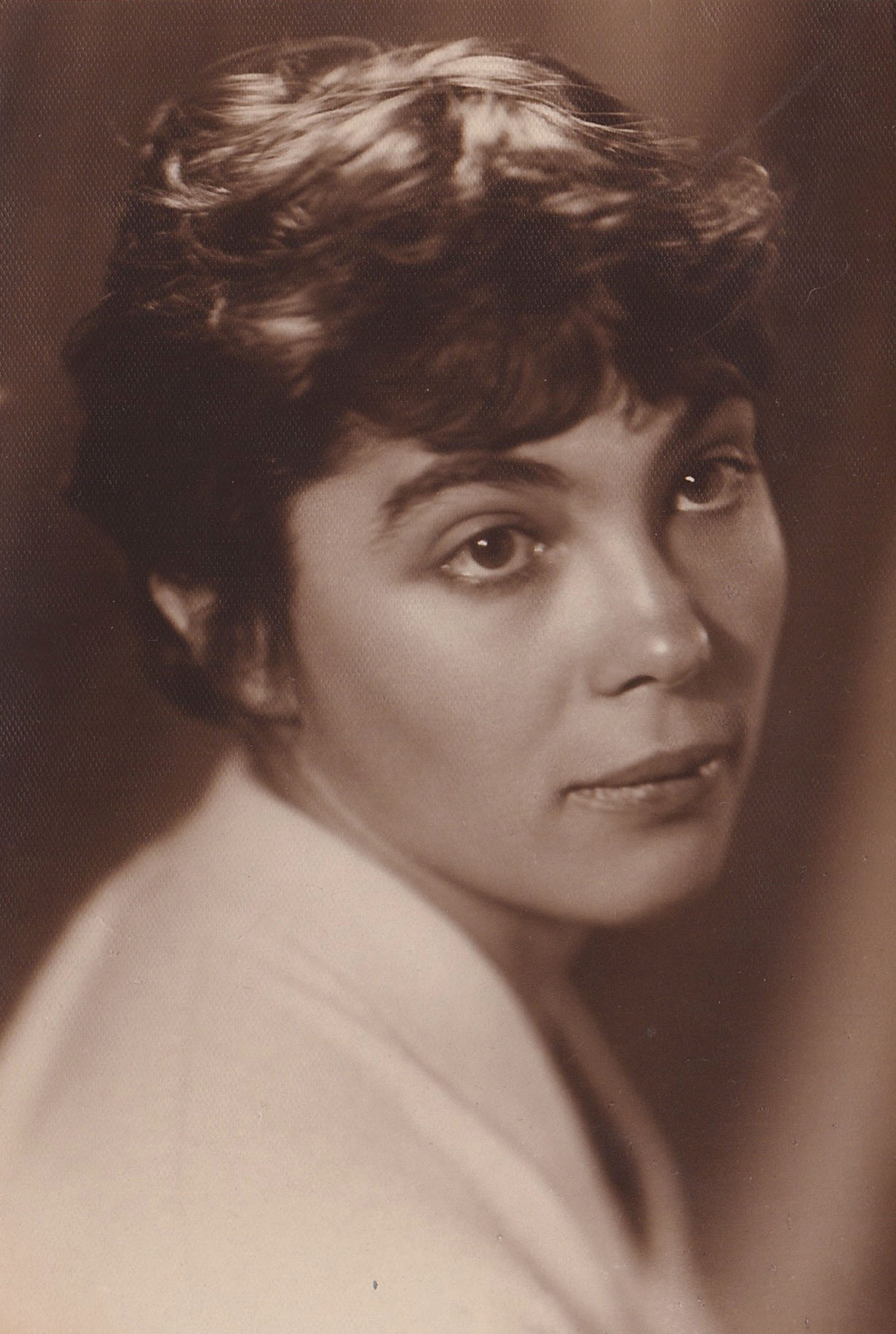
Наташа Плигина-Камионская, середина 1950х. Автор не известен.
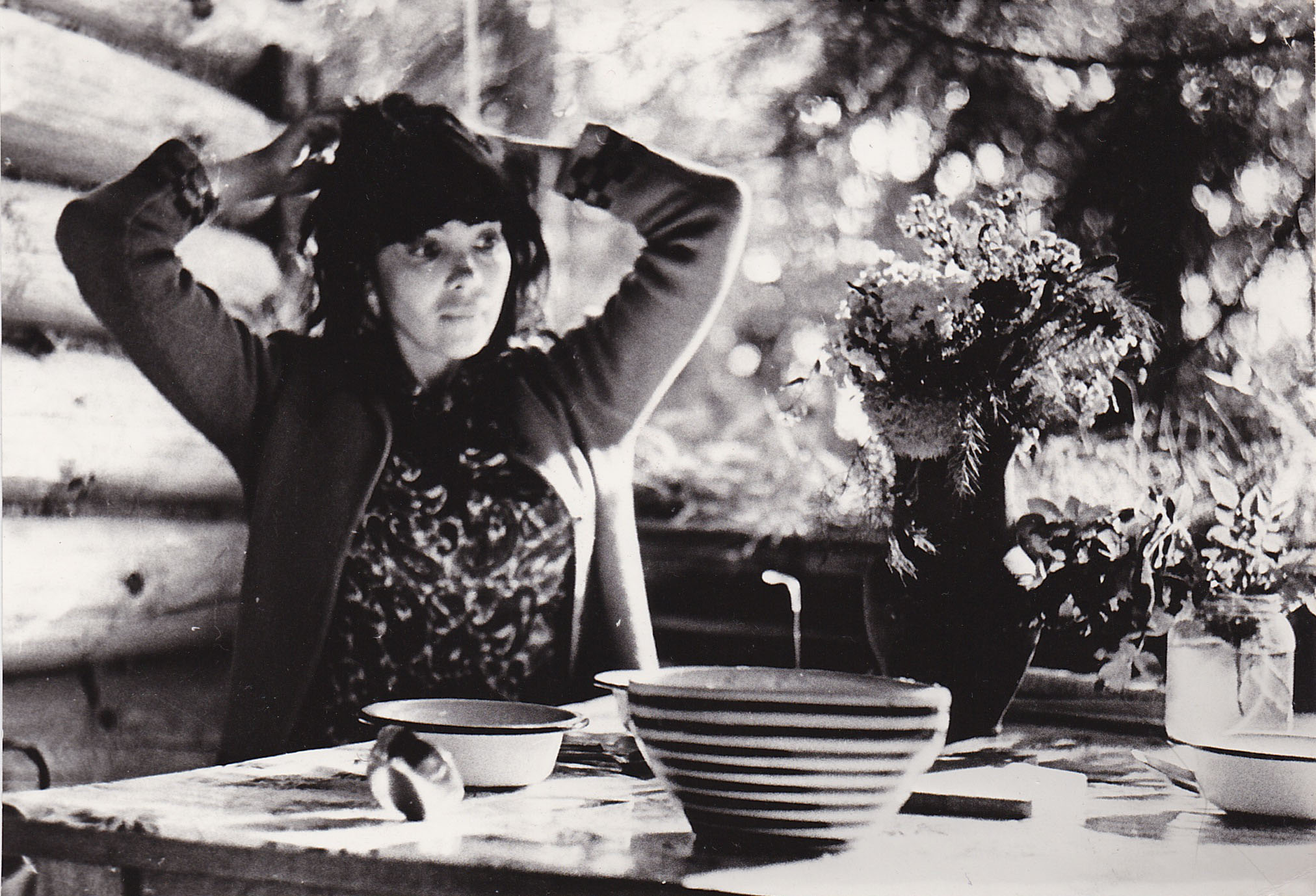
Наташа Плигина-Камионская. на даче в Правде, конец 60-х. Фото Ю.Рыбчинского.
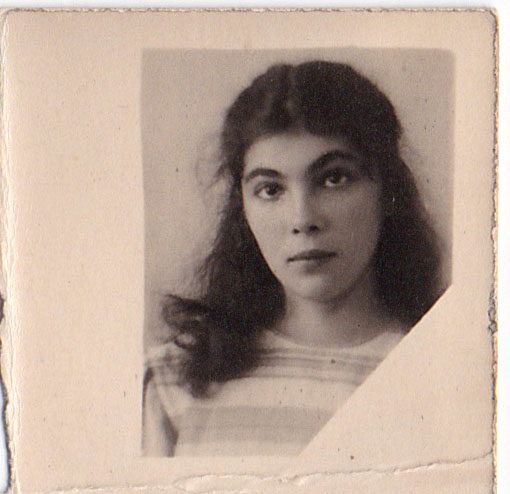
Наташа Плигина-Камионская (около 1960-х). Автор не известен.
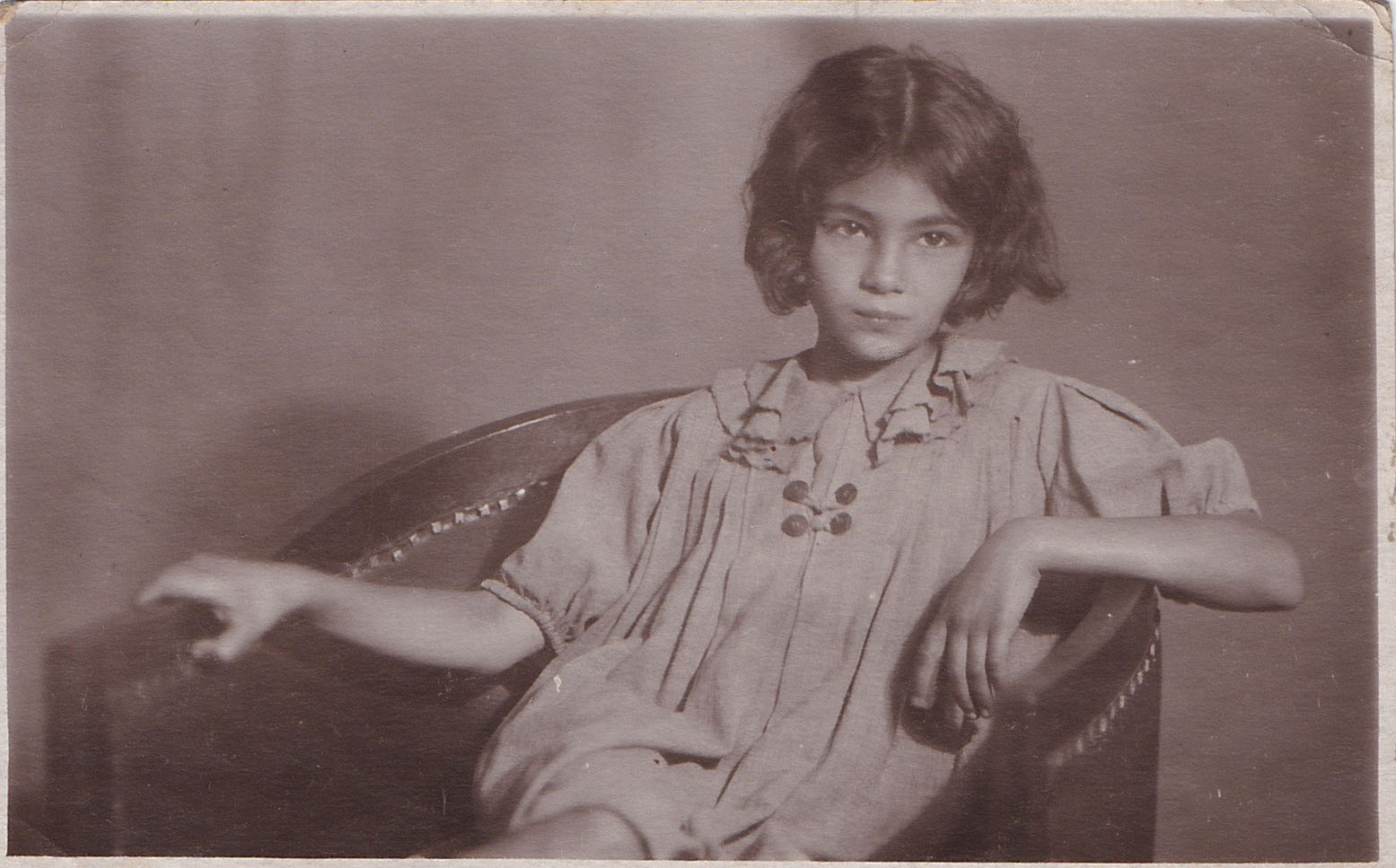
Наташа 45-46гг. Автор не известен.
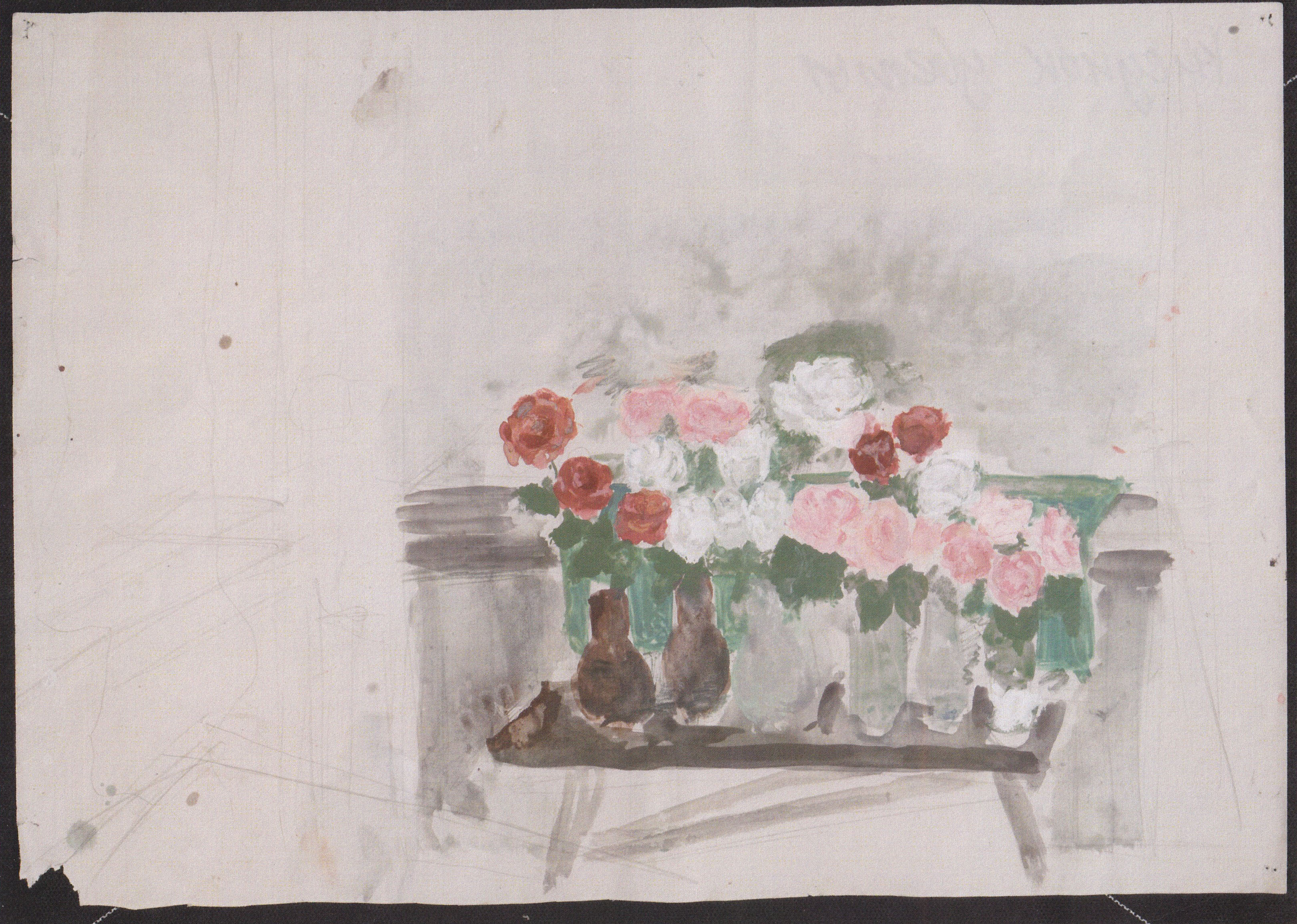
Рисунок Цветы. Наталия Плигина-Камионская.
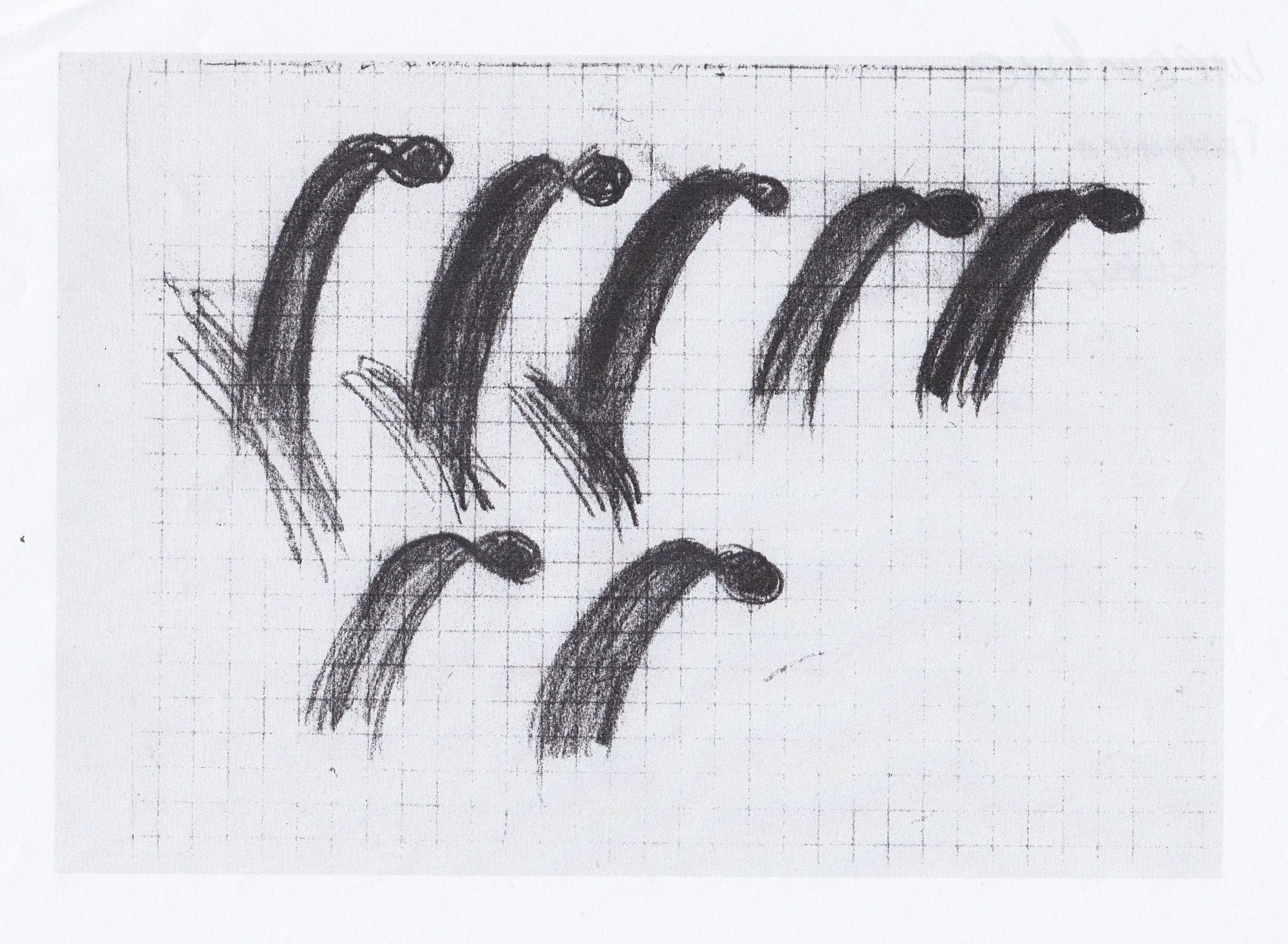
Шествие. Графика. Наталия Плигина-Камионская.
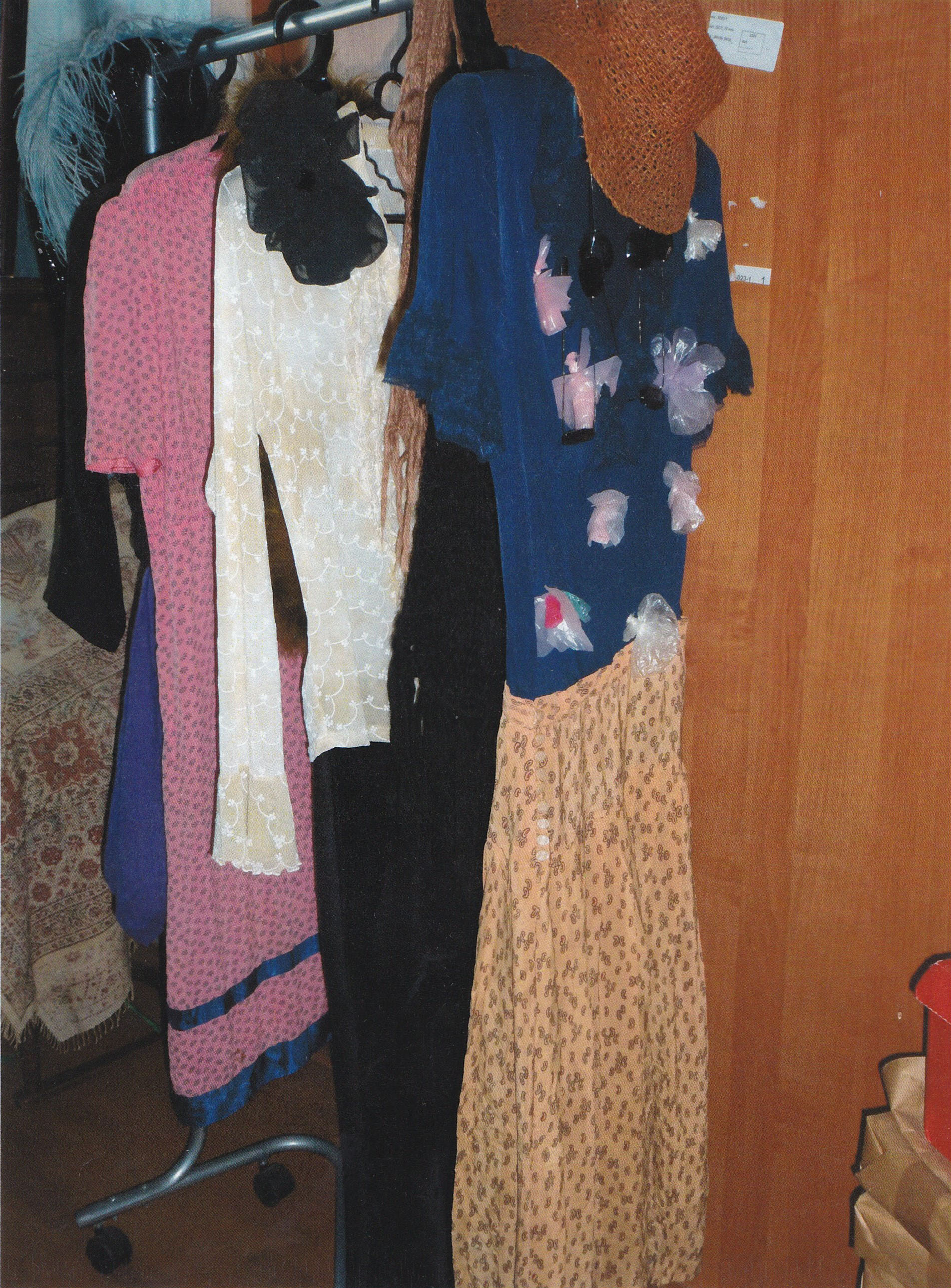
Наталия Плигина-Камионская. Настальгический гардероб. Платья. Начало 2000-х.
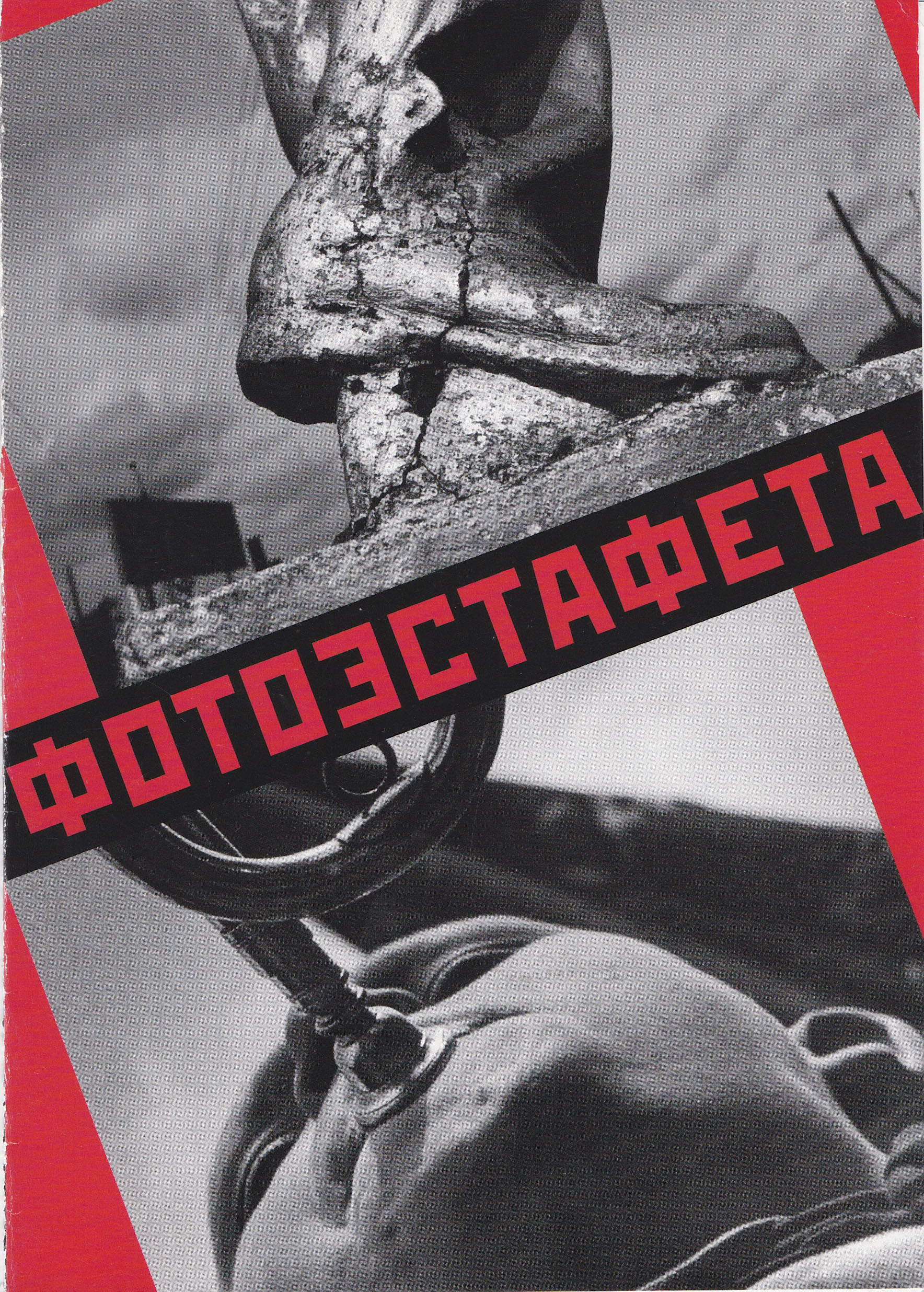
Наташа Плигина-Камионская, середина 1950х. Обложка книги Фотоэстафета от Родченко до наших дней. Авторы обложки Н. Плигина-Камионская, В. Устинов 2006 г.
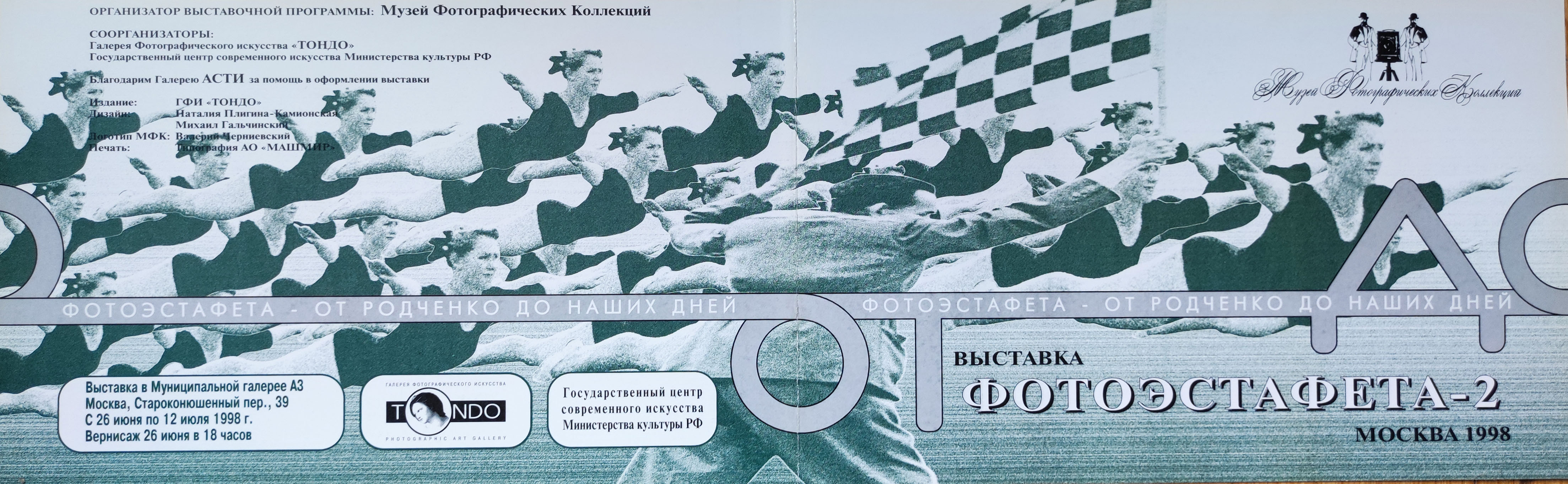
Пригласительный билет. Дизайн Н. Плигина-Камионская
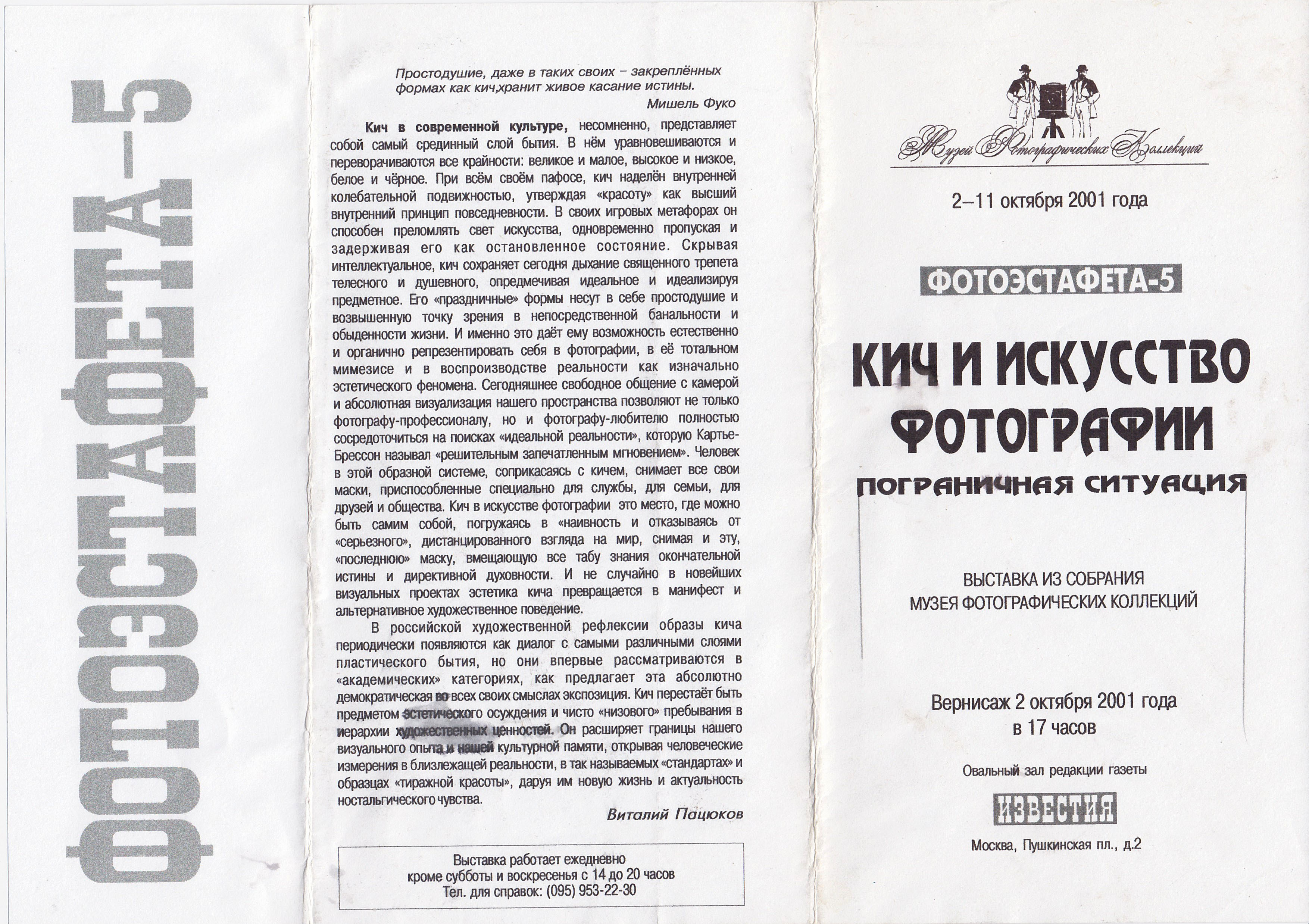
Буклет. Дизайн Н. Плигина-Камионская.
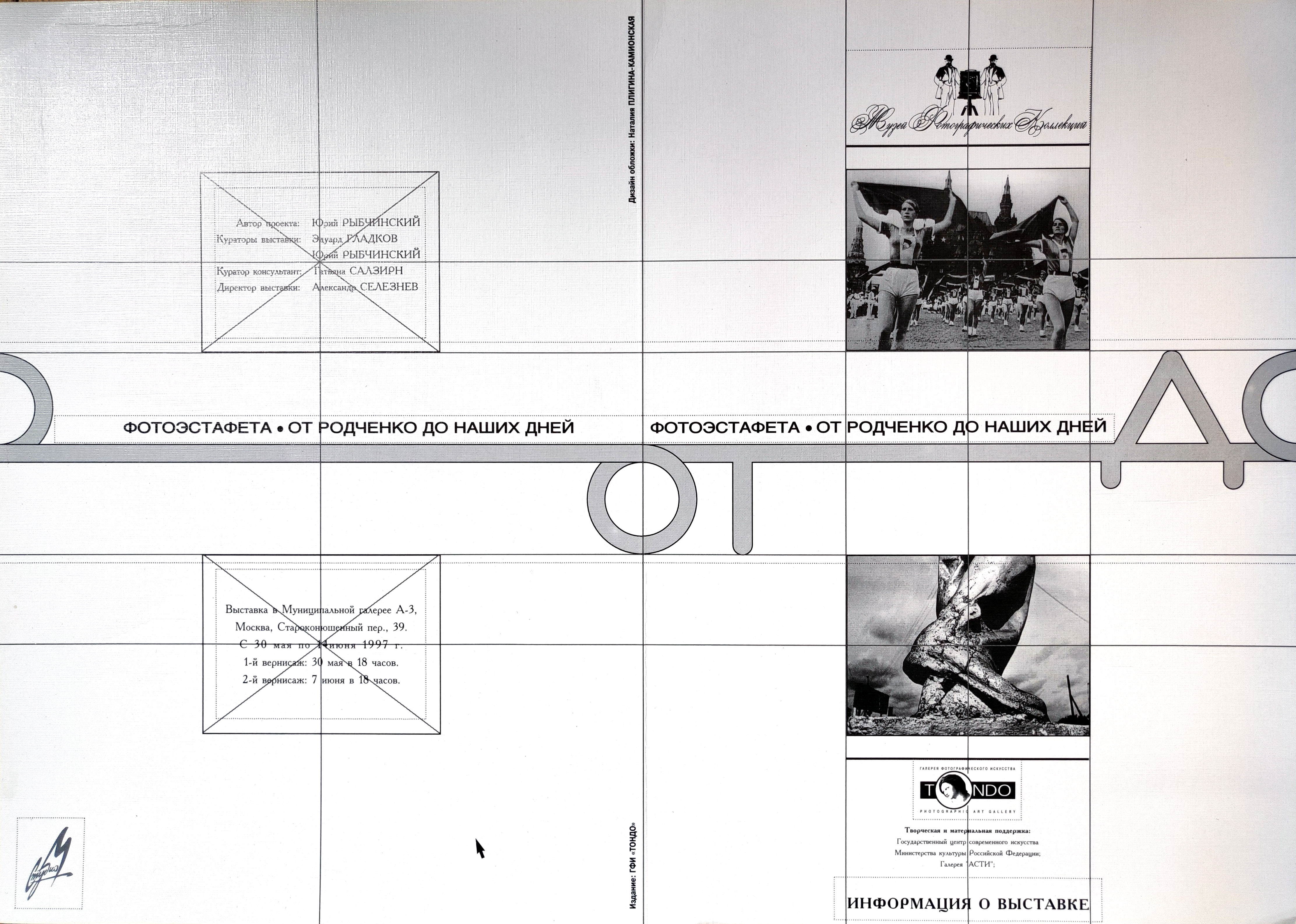
Папка проекта Фотоэстафета от Родченко до наших дней. Дизайн Н. Плигина-Камионская.
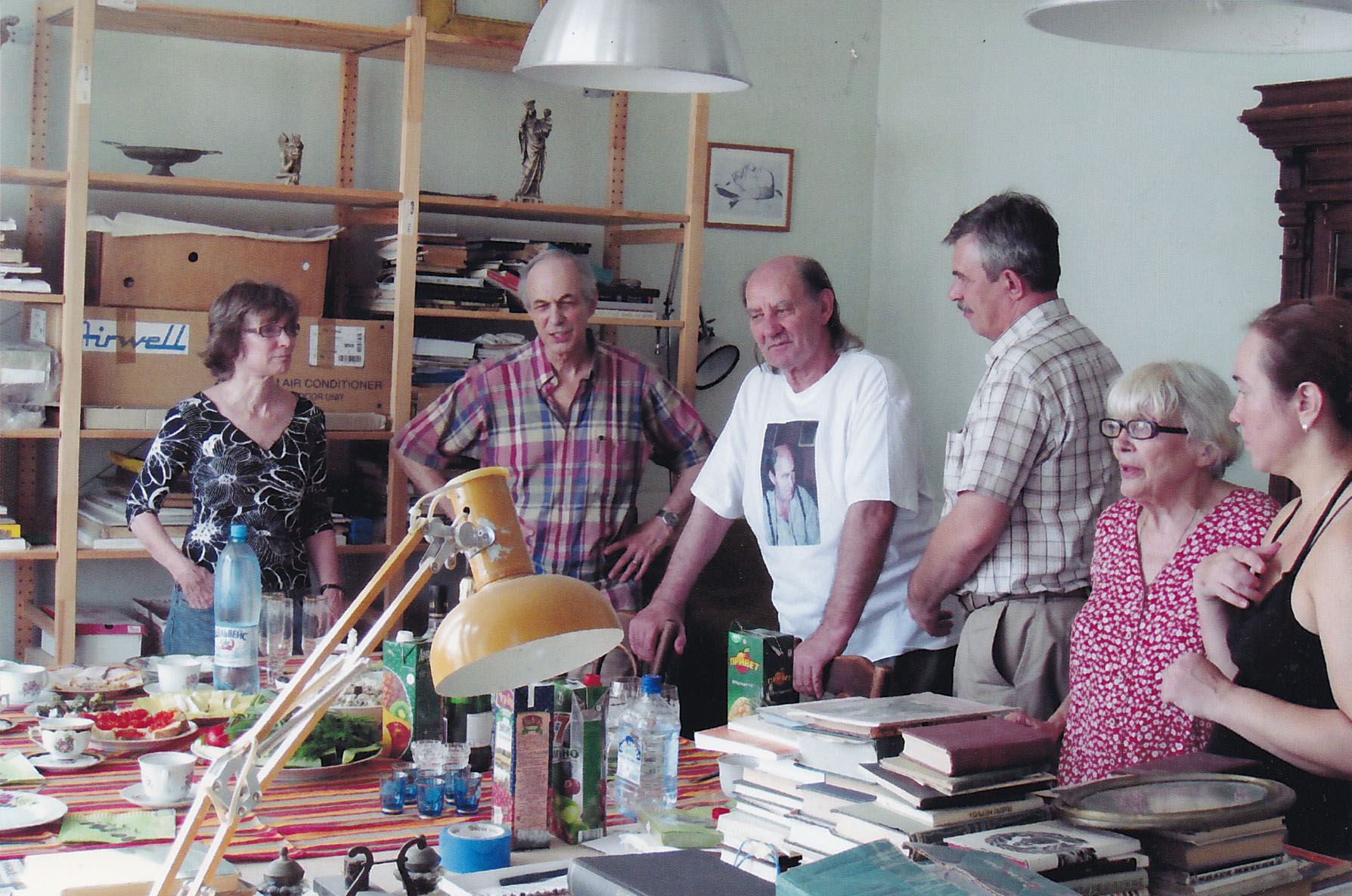
Обсуждение проекта новой российско-американской выставки. На снимке слева направо: Лия Бендавид Вал (National Geographic), Авром Блендавид Вал, Юрий Рыбчинский (МОсковский Музей фотографических коллекций), Николай Романов (координатор, переводчик), Наталия Плигина-Камионская (художник), Елена Лапина (фотограф)